# London River
London River ist ein britisch-französisch-algerischer Spielfilm aus dem Jahr 2009. Der Film erlebte seine Welturaufführung am 10. Februar 2009 im Rahmen des Wettbewerbs der 59. Internationalen Filmfestspiele von Berlin.

## Handlung
Mrs. Sommers lebt allein auf ihrem Bauernhof auf der Insel Guernsey. Ihr Mann starb als Soldat während des Falklandkrieges und ihre Tochter lebt als Studentin in London. Am 7. Juli 2005 erfährt sie durch die Fernsehnachrichten von den Terroranschlägen in London. Besorgt um ihre Tochter versucht sie diese auf dem Handy zu erreichen. Sie nimmt jedoch nicht ab. Im Laufe des Tages versucht Mrs. Sommers es noch einige Male, jeweils vergeblich. Daraufhin macht sie sich auf den Weg nach London, um sich persönlich vom Wohlergehen ihrer Tochter zu überzeugen.
In Frankreich erhält der alte Ousmane Nachricht von seiner Familie in Afrika. Sein Sohn, den er seit dessen sechstem Lebensjahr nicht mehr gesehen hat, habe sich nach den Terroranschlägen nicht mehr bei der Familie gemeldet. Ousmane macht sich deswegen auch auf den Weg nach London, um den Sohn zu suchen.
In London treffen Ousmane und Mrs. Sommers bei der Suche nach ihren Kindern aufeinander. Es stellt sich heraus, dass die Kinder gemeinsam eine Wohnung bewohnt haben und ein Paar sind. Der Muslim Ousmane und die Christin Mrs. Sommers kommen sich nur langsam näher. Die Suche nach den Kindern bleibt vorerst erfolglos und der Verdacht, Sohn und Tochter könnten als Terroristen an den Anschlägen beteiligt sein, erhält Nahrung. Die Tochter von Mrs. Sommers nahm an einem Arabischkurs teil. Hoffnung keimt auf, als sie erfahren, dass die Kinder einen Urlaub in Paris geplant haben. Die Abreise sollte am Tag der Terroranschläge stattfinden, aber wesentlich später als die Bomben in U-Bahn und Bussen zündeten. Ousmane und Mrs. Sommers verbringen daraufhin einen glücklichen Tag miteinander. Einen Tag später meldet sich die Polizei bei ihnen. Sie erhalten die Nachricht, dass ihre Kinder tatsächlich in einem der Busse saßen und ums Leben gekommen sind. Ousmane informiert telefonisch seine Familie über den Tod des Sohnes und kehrt nach Frankreich zurück. Mrs. Sommers kehrt auf ihren Bauernhof zurück. Das arbeitsame Leben geht weiter.

## Kritiken
„„London River“ ist ein kluger, trauriger, sehr moralischer Film, der seine Moral jedoch niemals oktroyiert: weder dem Kinobesucher noch den Figuren, die hier zueinander zu finden versuchen. Wundervoll, wie zärtlich Rachid Bouchareb gerade die Mutter zu zeichnen vermag: Präzise, manchmal komödiantisch zeigt er ihre Vorurteile, die Borniertheit, die sie aus ihrer abgeschiedenen, kulturell homogenen Inselwelt ins multikulturelle London mitbringt.“

„Zwei Menschen, wie sie unterschiedlicher nicht sein könnten, getrennt durch Rasse, Herkunft, sozialen Stand und Religion, die die Grenzen zwischen sich durch eine schlimme Erfahrung überwinden lernen – das hätte auf den ersten Blick ein ganz entsetzlich schulmeisterlicher, pädagogisch wertvoller, aber auch ziemlich blutleerer Film werden können. Rachid Boucharebs London River ist aber all dies nicht, sondern ein zu Herzen gehender Film voller kleiner Gesten und einiger kleiner Lacher, der seine Botschaft nicht laut in die Welt hinausposaunt und stattdessen einem wundervoll ungleichen Paar viel Raum lässt, sich auch und gerade im gemeinsamen Schmerz aufeinander zu zu bewegen.“

## Auszeichnungen
Sotigui Kouyaté erhielt für seine Interpretation des Ousmane den Darstellerpreis (Silbernen Bären) der Berlinale 2009.